# ببغاء بيونس أحمر المنقار
ببغاء بيونس احمر المنقار (باللاتينية: Pionus sordidus) (بالإنجليزية: Red-billed parrot)‏ أو (بالإنجليزية: red-billed pionus)‏ ، هو نوع ينتمي إلى بستاكيداي (فصيلة: Psittacidae) .